# نائل العدوان
نائل العدوان، هو كاتب وقاص أردني ولد في عمّان بالأردن في 31 ديسمبر 1974. صدر له مؤخراً مؤلف جديد بعنوان «الطاسوس، تأملات في أحوال الوطن» عن دار فضاءات للنشر والتوزيع، ويقع الكتاب في 135 صفحة من القطع المتوسط. يتناول العدوان في الطاسوس العديد من القضايا الاجتماعية والسياسية والتي تدور رحاها في الأردن، ويعالج العدوان هذه القضايا بطريقة مغايرة لما ألفناه، فيقسم الكتاب إلى خمسين مقالاً تتنوع أجناسه بين القصة والمقال التي تتناول بمعظمها مشاكل المواطن التي يعانيها، بلغة سردية سلسة وأدب ساخر يلفت النظر وبصورة واقعية وواعية، مُستخدماً اللغة العامية المحكية في بعض الأحيان، وغائراً في جوف الرمزية أحيانا أخرى، ليدرك القارئ أنه أمام عمل يستحق الوقوف عند مكنوناته وادراك الرسائل التي يبثها العدوان من خلال  تأملاته التي يخص بها الوطن ويكشف من خلالها المستور دون مواربة أو مجاملة  خاصة تلك المتعلقة بحقوق المواطن والوطن.

## التعليم
أنهى الثانوية العامة في مدرسة علي بن أبي طالب سنة 1992، وحصل على شهاد البكالوريوس في الاقتصاد سنة 1996، والماجستير في الاقتصاد سنة 1999 من الجامعة الأردنية. كما حصل على الدكتوراه في الاقتصاد من الجامعة الأردنية سنة 2013. بدأ مسيرته الأدبية في عام 1994، يكتب القصة القصيرة والرواية والمقال الساخر، ينشر في العديد من الصحف المحلية والعربية. عمل لعدة سنوات في معهد الدراسات المركزية / البنك المركزي الأردني كمسؤول للدراسات العليا وحتى عام 2005 ثم انتقل عمله إلى كندا / هاملتون وعمل فيها لغاية عام 2008 في عدة وظائف خاصة، وفي عام 2009، عمل كمدير للدائرة الاقتصادية في هيئة تنظيم قطاع الاتصالات، ثم انتقل وعمل مديراً لدائرة السياسات والاستراتيجيات في وزارة الاتصالات وتكنولوجيا المعلومات (2014) لغاية الآن. عضو في رابطة الكتاب الأردنيين، واتحاد الكتاب العرب، وملتقى الفنانين التشكليين الكنديين، وبيت الأنباط في الأردن، عضو مؤسس في جمعية التراث والفن بالأردن، وجمعية البلقاء للفن التشكيلي.

## النتاج الروائي
- “مذكرات من تحت بيت الدرج”، عن دار فضاءات للنشر والتوزيع، 2014
- “غواية لا تود الحديث عنها”، دار فضاءات للنشر والتوزيع، [1]2016

## النتاجات الأخرى
- “دور المؤسسة العسكرية الأردنية في التنمية الاقتصادية للفترة (1975-1996)”، دار الكرمل، عمّان، 2000
- “المرفأ” (مجموعة قصصية)، عن دار فضاءات، 2013
- “نكاية بالشعراء” (شعر)، فضاءات للنشر، عمّان، 2015

## الجوائز
- الجائزة الأولى في القصة القصيرة لرابطة الكتاب الأردنيين في عام 1996
- الجائزة الأولى للقصة القصيرة للجامعات الأردنية عام 1996
- جائزة رابطة الكتاب لغير الأعضاء سنة [1]1996